# Рыкунин, Николай Николаевич
Никола́й Никола́евич Рыку́нин (1915—2009) — советский артист эстрады, киноактёр, куплетист, участник дуэта «Шуров и Рыкунин» (вместе с Александром Шуровым). Народный артист РСФСР (1979).

## Биография
Родился 10 (23) сентября 1915 года в городе Ростове Великом Ярославской губернии в семье молодого купца.
Там же окончил школу № 1. После чего переехал в Москву. Учился в Государственных экспериментальных театральных мастерских, Центральном техникуме театрального искусства, служил в театрах в Свердловске, Ярославле, Калуге, Смоленске, МАТСе.
Во время Великой Отечественной войны сначала во время бомбёжек Москвы вместе с В. Ю. Драгунским дежурили на крыше театра и сбрасывали зажигательные бомбы, затем в качестве бригадира фронтовой бригады театра был направлен для выступлений перед солдатами на фронте. После эвакуации театра работал в Иркутске, Магнитогорске, Челябинске, Чите, в городах Дальнего Востока. Затем снова выступал на фронте, был награждён боевыми наградами.
После войны в Театре сатиры играл в пьесе «Факир на час» (роль Коли-фоторепортёра), в которой исполнял танцы и куплеты. Вместе с ним играли Виталий Доронин и Владимир Хенкин.
В этом спектакле в 1946 году его увидел Александр Шуров, предложивший создать эстрадный сатирический дуэт. Первое выступление состоялось 2 мая 1946 года в ЦДСА.
В репертуаре дуэта были песни, куплеты. Основным в выступлениях дуэта было исполнение куплетов и переделок популярных песен. Н.Рыкунин не только аккомпанировал себе на рояле, но и танцевал.
Затем дуэт стал создавать целые эстрадные спектакли. К середине 1950-х годов в спектакли стали привлекаться музыканты. В этот период Николай Рыкунин окончил Высшие режиссёрские курсы при ГИТИСе, прошёл стажировку у Г. Товстоногова. Как режиссёр ставил не только свои программы, но и представления на стадионах, во дворцах спорта, его программы шли в саду «Эрмитаж». В 1956 году проходил свидетелем по уголовному делу одесских фарцовщиков Волдаевского, Р. М. Кушнир и др., так как ранее регулярно покупал у них вещи зарубежного производства, за что был «пропечатан» в фельетоне С. Загоруйко «"Концерт" с допросом», опубликованном в газете «Советская культура».
В 1976 году снялся в фильме «Ансамбль неудачников» (номер «Неудачное свидание»).
В 1991 году дуэт прекратил выступления в связи с болезнью А. Шурова.
В 1997 году Николай Рыкунин сыграл «Бенефис» в Театре эстрады.
После окончания работы на сцене выпустил книгу «Бенефис на бис», работал над мюзиклом, повестями. Намеревался переехать в Ростов Великий для воссоздания в городе театра.
Скончался 20 октября 2009 года в Москве. Похоронен 26 октября 2009 года на Введенском кладбище (21 уч.).

### Личная жизнь
- Первая жена — Галина Ивановна Ходотова (Долгова) — известная пловчиха. Дочь — Валерия (род. 1939), внук — Владислав (род. 1982). Брак был недолгим и вскоре распался.
- Вторая жена — Елена Дмитриевна Кара-Дмитриева (8 января 1918 — 11 мая 1998) — актриса Театра сатиры. Вместе прожили с 1942 по 1998 год. Совместных детей в браке не было.
- Третья жена — актриса Московского театра кукол Маргарита Васильевна Рыкунина (Грибкова). Познакомились на гастролях в 1977 году, но официально отношения оформили в сентябре 1998 года. У них родились две дочери — Наталья (род. 1985) и Ника (род. 1991).

## Основные эстрадные спектакли
- Чёрная кошка
- Вместо концерта (1953)
- На маскараде (1955; сорежиссёр Н. Рыкунин)
- Маленькие обиды большого города (1957)
- Не в названии дело (1958; режиссёр Н. Рыкунин)
- Мужской разговор (1961; режиссёр Н. Рыкунин)
- С шуткой под парусами (1975; режиссёр Н. Рыкунин)
- Бенефис, Бенефис… (1988; режиссёр Н. Рыкунин)

## Награды и звания
- Заслуженный артист РСФСР (14.10.1963)
- Народный артист РСФСР (07.09.1979)
- орден Отечественной войны I степени
- орден Красной Звезды
- медаль «За оборону Москвы»
- медаль «За победу над Германией в Великой Отечественной войне 1941—1945 гг.»
- юбилейные медали